# Sideshore
Sideshore leitet sich ab von side und shore (englisch) und bedeutet seitlich zur Küste.
Als Sideshore-Bedingungen beim Windsurfen bezeichnet man, wenn die Windrichtung mehr als 60° von der Wellenrichtung abweicht. Im freien Wasser ist die Wellenrichtung meistens identisch mit der Windrichtung. Im Bereich der Küste kann es durch besondere Küstenformen zur Wellenbeugung (Physik) kommen, was dazu führt, dass Wind und Welle in bestimmten Küstenabschnitten nicht die gleiche Richtung haben. Wenn diese Differenz z.Bsp. 90° beträgt, weht der Wind entlang des Wellenkamms.
Da auf das Land auflaufende Wellen meistens so gebeugt werden, das die Wellenrichtung senkrecht zum Strand (Wellenkamm parallel zum Strand) verläuft, ist in diesem Fall der Wind eben „seitlich zur Küste“.
Ähnliche Begriffe:
Wind ist „onshore“ => auf die Küste zu, auflandig
Wind ist „offshore“ => ablandig